# Brett Gray
Brett Gray (Filadélfia, 7 de agosto de 1996) é um ator e cantor norte-americano. Ele é conhecido por seu papel como Jamal Turner na série de televisão On My Block (2018-2021) e Dal R'El na série animada da Paramount+/Nickelodeon Star Trek: Prodigy.

## Biografia
Gray nasceu e foi criado na Filadélfia, Pensilvânia. Ele atuou em sua primeira peça escolar aos 6 anos, após a qual atuou em seu primeiro show profissional na Academia de Música aos 7 anos. Gray frequentou a Philadelphia High School for Creative and Performing Arts como formador de teatro, graduando-se em 2014.

## Filmografia
| Ano       | Título                            | Papel               | Notas                      |
| --------- | --------------------------------- | ------------------- | -------------------------- |
| 2015      | Tortoise                          | Mezzy               | Filme curto                |
| 2016      | Ardmore Junction                  | Brett               |                            |
| 2016      | The Tale of Four                  | Gregg               | Filme curto                |
| 2016      | Metrocard                         | Henry               | Filme curto                |
| 2018      | Law & Order: Special Victims Unit | Reggie Price        | Episódio: "Chasing Demons" |
| 2018–2021 | On My Block                       | Jamal Turner        | Papel principal            |
| 2018      | Rise                              | Dancer/Singer No. 3 |                            |
| 2018      | Afterparty                        | Brian               | Filme curto                |
| 2019      | Chicago P.D.                      | Aiden West          | Episódio: "Good Men"       |
| 2019      | When They See Us                  | Clarence            |                            |
| 2021      | Star Trek: Prodigy                | Dal (voice)         | Papel principal            |
| 2023      | I'm a Virgo                       | Felix               | Função recorrente          |